# 王藻 (劉宋)
王藻（5世紀—465年11月23日），琅邪郡临沂（今山东省临沂市）人，王偃之子，南朝宋书法家。宋孝武帝文穆皇后王憲嫄之兄。

## 生平
王藻官至东阳郡太守。唐韦续《墨薮·九品书人论》作王藻之，列其行书、草书入中之中品。尚宋文帝第六女临川长公主刘英媛，而另爱左右人吴崇祖。前废帝景和年间，公主向前废帝刘子业谗毁王藻，王藻下狱而死。公主与王氏离婚。其子王彻。